# Зеноб Глак
Зено́б Глак (арм. Զենոբ Գլակ) — армянский историк, автор «Истории Тарона». Традиционно считалось, что Глак жил в IV веке, однако современные историки относят «Историю Тарона» к значительно более позднему периоду. По мнению Роберта Томсона, она создана в X или XI веке.

## Биография
Зеноб Глак, предположительно сириец, был настоятелем Глакского монастыря. Написал «Историю Тарона», где описал борьбу, которую армяне-язычники вели против армян-христиан, в обширной области Тарон, у озера Ван. В своём сочинении Зеноб называет себя учеником св. Григория Просветителя. Текст был издан в 1708 (Константинополь) и в 1832 (Венеция); перевод — в «Collection des historiens arméniens», par Victor Langlois (т. I, Париж, 1867).